# Génétique des textes
La génétique des textes, génétique textuelle ou critique génétique est une méthode d'analyse de documents littéraires (ou d'autres écrits). Elle vise à étudier la genèse des œuvres littéraires ou d'un écrit (charte, texte de loi, article de Wikipédia, notice ou guide de bonnes pratiques…). On utilise aussi le terme d'édition génétique pour parler de ce processus.
Elle vise à mettre en lumière pour mieux comprendre le processus de création du texte, sa maturation avant d'arriver à l'état, plus ou moins définitif, selon les cas, d’œuvre littéraire et/ou artistique. Elle s'oppose à l'approche philologique qui, elle, cherche à établir la meilleure version du texte, à éliminer les erreurs, tandis que l'approche génétique cherche à étudier tous les brouillons ou manuscrits d'un texte pour comprendre comment l’œuvre est née.

## Histoire
Francis Ponge parlait de « La fabrique du texte ».
Avant lui, Paul Valéry, l'un des théoriciens reconnus par les généticiens pour avoir été le pionnier de ce regard particulier porté sur le texte, considérait que le texte est toujours inachevé et que le labeur de l'écrivain va au-delà du texte édité lui-même.
Les enquêtes historiques de Gustave Lanson ont parfois été associées à la génétique des textes avant la lettre. C'est le cas aussi d'études portant sur des langues différentes utilisées simultanément par un écrivain (Nabokov, Ungaretti, Beckett).  
L'étude de cette fabrication a été théorisée dans les années 1970, en France au sein de l'Institut des Textes et Manuscrits Modernes (ITEM) CNRS.

## Méthode
Avant l'apparition de l'Internet, la génétique textuelle s'appuyait essentiellement sur l'étude des manuscrits des écrivains ou des artistes. Quand les manuscrits originaux et les brouillons ont disparu, des entretiens avec l'auteur ou avec ses proches peuvent parfois apporter des informations, mais incomplètes et éventuellement faussées.
Cette méthode critique recherche et compare les brouillons, traces de corrections ou les réécritures qui démontrent (avec des variations selon les textes et les auteurs) que le texte n'est pas clos sur lui-même, et qu'au contraire, il résulte d'un travail plus ou moins long de maturation de la part de l'écrivain et/ou de l'artiste, ou (par exemple dans le cadre des articles de Wikipédia) d'un travail collaboratif où la controverse et la recherche de solutions par le sourçage et l'argumentation jouent un rôle important.
Pierre-Marc de Biasi expliquait que les manuscrits « ont enseigné que le texte est l'effet d'un travail, qu'il ne vit que par la mémoire vive de sa propre écriture, que le sens est instable et la vérité problématique », et que la génétique textuelle, « en cherchant à construire une épistémologie historique et peut-être matérialiste de l'écriture littéraire », « arrache la relation critique de la fiction à sa souveraineté et réinsère l'œuvre dans la logique profane de sa genèse ».

## Différentes formes d'écriture
On distingue le processus d'« écriture à déclenchement rédactionnel », ce qui signifie que les auteurs écrivent sans faire de plan, du processus appelé « écrivains à programme », qui consiste, en revanche, à passer par une étape préparatoire et à se mettre à la rédaction lorsque l'on a beaucoup de notes ou de documentation au préalable.
Stendhal par exemple recourait à la méthode « écriture à déclenchement rédactionnel », faisant de lui un « écrivain à processus ».Tandis que Gustave Flaubert ou Émile Zola recouraient à la méthode appelée « écrivains à programme ». Gustave Flaubert était un « homme à plume », c'est-à-dire qu'il pensait son crayon à la main, notant tout ce qui lui venait en tête. On distingue trois phases flaubertiennes lors de cette étape de la genèse : la phase pré-rédactionnelle (moment de prises de note, de documentation), la phase rédactionnelle (construction de plan) et la phase pré-éditoriale (qui comporte les échanges avec l'imprimeur avant l'impression).
En plus de ces deux méthodes, il existe un bon nombre d'autres processus utilisés par les écrivains.

## Initiatives numériques

### Projet Bovary
Parmi les innovations dans le domaine de la génétique des textes, le projet Bovary, initié par Yvan Leclerc, a pour objectif la publication en ligne des correspondances de l'auteur Gustave Flaubert. Le site internet qui résulte de cette initiative, Bovary.fr s'apparente à une base de données, permettant l'affichage de lettres originales envoyées et reçues par Flaubert, ainsi que de transcriptions numériques de ces originaux cherchant à reproduire le plus fidèlement possible les dispositions des différents paragraphes, des couleurs de caractères, des ratures, des fautes d'orthographe, typographiques et de grammaire. La transposition en numérique est rendue complexe par des difficultés à déchiffrer certains caractères, mots et phrases. La plateforme Bovary.fr est participative, les utilisateurs sont invités à créer des discussions, proposer des interprétations, des lectures, des hypothèses de déchiffrage. L'ensemble des textes, des transcriptions, des contributions permettent la constitution de plusieurs corpus, aidant à l'étude génétique de l'œuvre Madame Bovary, tout en contribuant à la sauvegarde de ces productions.

### Publication de l'ENCCRE
Le 19 octobre 2017, s'est établie l'édition numérique collaborative et critique de l'Encyclopédie ou Dictionnaire raisonné des sciences, des arts et des métiers, aussi appelée ENCCRE. Dans le but de remettre aux goûts du jour les objectifs premiers que portait le projet de l'Encyclopédie des Lumières. Tout en les comparant avec les avancées et les découvertes qui ont été faites depuis la moitié du XVIIIe siècle, afin de revaloriser l'esprit critique. Le projet est hébergé par la Bibliothèque Mazarine et est soutenu par le CNRS, il fut initié par l'université Pierre-et-Marie-Curie et l'université de Lausanne.
La Bibliothèque Mazarine a également organisé une exposition dans le cadre du Projet sur l'Encyclopédie, qui s'intitulait « Derniers jours : Oser l'Encyclopédie. Un combat des Lumières », elle s'est tenue au Quai de Conti à Paris du 20 octobre 2017 au 19 janvier 2018. La mission était de présenter au public les comparaisons entre la version numérique et la version originale établie de l'Encyclopédie, afin de rendre compte du travail qu'a suscité la rédaction de cette dernière du milieu à la fin du XVIIIe siècle, mais aussi dans le but d'aborder toutes les facettes de l'entreprise des Lumières, aussi bien littéraire que technique, sociale que commerciale.
Parmi les coordinateurs se compte Marie Leca-Tsionmis de l'Université Paris-Nanterre, qui est l'autrice d'articles philosophiques et historiques sur les écrits du XVIIIe siècle, mais qui a également publié un article sur l'apport des outils numériques dans l'étude des textes littéraires et historiques. De plus, lors du lancement du projet, environ 120 contributeurs (financiers ou universitaires) en France ou à l'étranger furent sollicités et sont encore en activité : chercheurs, ingénieurs, spécialistes ou étudiants.
Le projet est toujours en cours, car à l'époque des Lumières, il était courant de brûler les manuscrits originaux et les brouillons une fois l'ouvrage final publié, afin de ne pas se compromettre face à la Censure. Il existe pourtant sept volumes pour l'Encyclopédie, dont un qui a été censuré. Ce qui manque la plupart du temps, ce sont les originaux, qui permettent selon la définition de la critique génétique de rendre compte d'un état du texte. L'autre problème qui est soulevé par la collecte des quelques brouillons issus des différents contributeurs de l'Encyclopédie est la reconnaissance calligraphique, puisque la plupart des auteurs comme Diderot, Voltaire, Buffon et Rousseau (ce dernier souffrait d'un handicap de la vue) faisaient appel à de multiples secrétaires qui retranscrivaient leur pensée. En l'occurrence, le projet ENCCRE a également pour mission d'identifier les différents secrétaires afin de retranscrire leur impact et importance dans la réalisation des articles de l'Encyclopédie. Ce processus peut être long, mais offrirait la possibilité de retracer une chronologie regroupant tous les articles, leurs dates et leurs périodes de rédaction, voire de lier plusieurs brouillons entre eux.

### L'édition électronique desPenséesde Blaise Pascal
Lancé en 2011 par Dominique Descotes, le site des pensées de Pascal propose une transcription diplomatique, une analyse détaillée, ainsi que de nombreux commentaires de cette œuvre. Il donne ainsi accès à trois étapes : la transcription originale, une transcription avec les graphies de l'époque, et une transcription moderne. Le site permet de suivre pas à pas, et de la manière que l'on souhaite, la compréhension des Pensées de Pascal. Les lecteurs cliquent et se rendent sur les parties commentées qu'ils souhaitent voir, avançant chacun à leur propre rythme de lecture et d'étude.

### Les manuscrits de Stendhal
Développé par Thomas Lebarbé et géré par Cécile Meynard, le site des manuscrits de Stendhal offre la possibilité, comme son nom l'indique, d'accéder aux manuscrits de l'auteur, grâce à ce projet de numérisation de documents. Il offre également une description et une transcription des textes. L'interface du site permet d'avoir facilement accès à ce que l'on cherche et de plusieurs façons possibles. Si l'usager peut cliquer sur le lien « accéder aux manuscrits », il lui est également possible de cliquer directement sur les images présentes sur la page d'accueil pour s'y rendre. Il est ainsi possible de zoomer sur le document numérisé, et ce dernier est accompagné à sa droite d'une transcription linéarisée, d'un transcription pseudo-diplomatique, et les méta-données, ainsi que des commentaires sur les deux premiers pour suivre au mieux sa compréhension du manuscrit. Mais également, pour faciliter les recherches, les manuscrits sont rangés en plusieurs listes (liste des volumes, des corpus, des documents...) pour pouvoir plus facilement trouver l'objet de notre recherche.